# Hadža
Hadža (arap. حجة), je grad na sjeverozapadu Jemena, udaljen je oko 127 km sjevernozapadno od glavnog grada Sane. Grad ima oko 34.136 stanovnika, leži na 1800 metara nadmorske visine.
Hadža je glavni grad jemenske muhafaze Hadže koja ima 1,480.897 stanovnika. 

## Povijest grada
Hadža je grad tvrđava, sam po sebi svojim smještajem među visokim planinama, tako da je jedno od najutvrđenijim planinskih uporišta u cijelom Jemenu. S juga je okružen planinama al-Šaraki Masvar i Bait Azaka, a s istoka je planinom Kohlan. Zbog takvog ga je položaja imam Ahmed, izabrao kao svoje uporište i skrovište, nakon atentata na svoga oca imama Jahju 1948. godine. Iz Hadže je vodio svoje plemenske borce s kojima je htio povratiti vlast svoga oca. On je tu izgradio palaču Sa'dan, kao sjedište svoje planinske odmetničke vlasti. U dvorištu te palače, vojska imama Ahmeda pogubila je mnoge jemenske vođe, nakon revolucije iz 1948. godine. Oni koji su izbjegli likvidaciju, bili su zatvoreni u strašnim zatvorima u Nafi 'Washha i utvrdi al-Kahira. 

### Tvrđava al-Kahira
Tvrđava je izgrađena tijekom prve otomanske vladavine (16. stoljeće) nad Jemenom.
Osmanski utjecaji su jasno vidljivi u arhitekturi, kako utvrde, tako i starijih kuća u gradu. Utvrda je izgrađena na visokom brdu koje dominira nad gradom, ima samo jedan prilaz i ulaz. Utvrda je imala puno cisterni za vodu. 
Za vrijeme vladavine imama Ahmeda (1948. − 1962.) utvrda je pretvorena u zloglasni zatvor. Tvrđava al-Kahira danas je turistička atrakcija grada.